# Guardian Angels

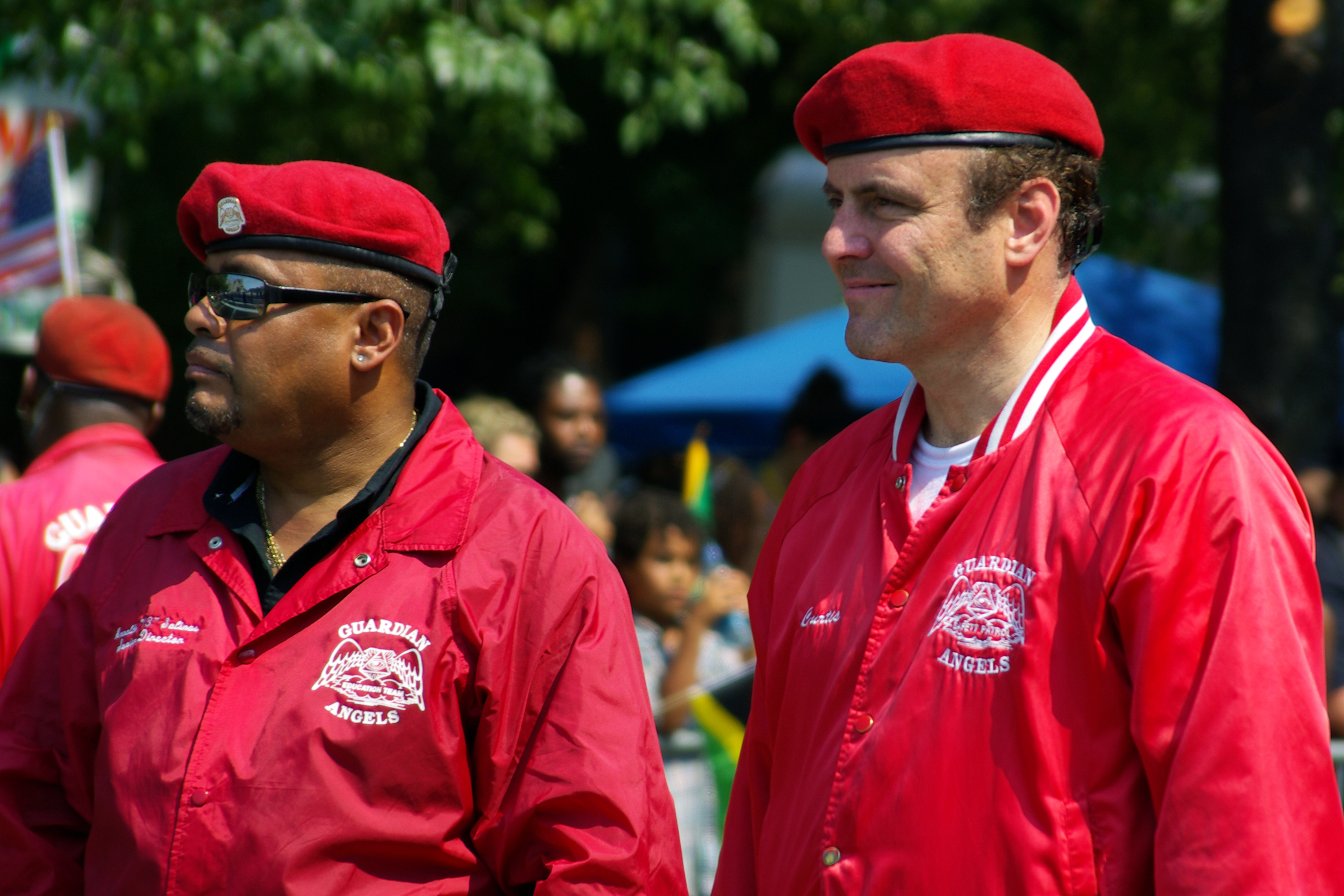
Arnaldo "13" Salinas e Curtis Sliwa; settembre 2007

I Guardian Angels sono una organizzazione privata e volontaria di sicurezza pubblica internazionale che è attiva in 142 città attorno al mondo. L'organizzazione venne fondata nel 1979 nella città di New York da Curtis Sliwa ed oggi opera non soltanto negli Stati Uniti ma anche in Brasile, Europa, Filippine, Giappone, Nuova Zelanda e Sudafrica.
Inizialmente Sliwa creò l'organizzazione con lo scopo di combattere la violenza diffusa ed il crimine nella metropolitana di New York.
L'organizzazione originariamente addestrava i suoi membri per compiere arresti direttamente da parte dei cittadini, nel caso fossero testimoni oculari di un grave crimine in svolgimento. Questo attirò loro sia lodi pubbliche che critiche ufficiali. L'organizzazione attualmente si focalizza, oltre che sulle ronde anticrimine, anche sulla prevenzione del crimine attraverso varie iniziative tra cui corsi di autodifesa e di arti marziali. La loro "marca di fabbrica" di "Pattuglie di Sicurezza" continua comunque a suscitare reazioni contrastanti.
I Guardian Angels hanno per motto ufficiali le due frasi: Dare To Care (rischiare per prendersi cura) e Role Models For Real Life (modelli di ruolo per la vita reale).

## Storia
Fondata da giovani di discendenza portoricana, molti degli "Angels" originali lavoravano nel McDonald's della Fordham Road est nel Bronx dove Sliwa era un manager, ed erano stati membri della squadra volontaria creata da Sliwa per rimuovere la spazzatura del quartiere, "The Rock Brigade". "The Rock" era il soprannome di Sliwa.
All'inizio, i membri venivano spesso arrestati, con le accuse di molestie o incitamento al disordine pubblico, ma non sono mai stati condannati a pene detentive. Alcuni sostenevano che i Guardian Angels erano dei "vigilantes" un po' naif che causavano più problemi rispetto ai benefici forniti. Altri li difendevano sostenendo che in effetti diminuivano il numero di crimini e davano speranza ad una città che allora veniva considerata la capitale mondiale del crimine. A quei tempi, le finanze della città di New York erano asfissiate dai debiti e si eseguivano ampi tagli ai servizi municipali. I "Guardian Angels" diedero luogo ad un profondo dibattito sociale e politico riguardo al ruolo del governo e del privato cittadino nella società. In seguito alla rapida crescita del numero dei "Guardian Angels" nei primi anni ottanta, le municipalità americani hanno deciso di aumentare il coinvolgimento dei cittadini, alla ricerca di attenzione da parte del pubblico nel cercare di rendere tutti i cittadini più interessati nel fornire e richiedere i servizi forniti dalle loro comunità.
Nel 1992 il fondatore, Curtis Sliwa, ha pubblicamente ammesso, scusandosi, di avere divulgato negli anni Ottanta ai mass-media vari episodi inventati di interventi da parte dei Guardian Angels, per attirare l'attenzione dell'opinione pubblica. Non è comunque stato incriminato per la diffusione di queste false notizie perché negli anni il reato era caduto in prescrizione.
Sliwa è diventato protagonista anche del gossip per la sua vivace vita privata. Sposato quattro volte e divorziato tre volte, ha avuto un figlio, Anthony Chester, dalla terza moglie. E ha dichiarato, nel 2012, di avere donato in più riprese, nell'arco di cinque anni, il suo sperma alla ora ex consigliera comunale di New York Melinda Katz. È diventato così, con la fertilizzazione in vitro, padre di tre figli del politico newyorchese. Nel maggio 2013 la terza ex moglie, Mary Sliwa, ha avanzato una denuncia legale nei suoi confronti, accusandolo di averle sottratto con la frode quasi mezzo milione di dollari. Nel settembre 2016 Curtis Sliwa è entrato in politica diventando leader del Partito della Riforma (Reform Party) di New York.
Nel febbraio 2021 il candidato all'Assemblea dello Stato di New York Patrick Bobilin ha postato su Twitter un video in cui si vedono Guardian Angels che insultano e aggrediscono alcuni dei partecipanti alla Stonewall March, una manifestazione Lgbtq. Successivamente Sliwa ha annunciato le dimissioni di uno dei volontari che nel video prendono a calci Bobilin.
Nel giugno 2021 Sliwa, che si è autodefinito "populista", è stato nominato candidato del Partito Repubblicano a sindaco di New York. Alle elezioni del 2 novembre ha ottenuto il 28,8% dei voti ed è stato sconfitto.

## Nella cultura di massa
- Nel 1981 l'emittente televisiva americana CBS trasmise la fiction We're Fighting Back, incentrata sulle gesta dei Guardian Angels. Gli "Angels" firmarono liberatorie autorizzando la Warner Bros. a rappresentare le loro vite. Si tratta comunque di un prodotto per la televisione romanzato, come specifica il video disponibile online.
- Il videogioco del 2005, Grand Theft Auto: Liberty City Stories rappresenta una parodia molto violenta dei Guardian Angels che viene chiamata "Avenging Angels" (Angeli Vendicatori). Capeggiati da un uomo che nella fiction viene chiamato Jesus Max Sentenz, gli "Avenging Angels" cercano di sgomberare "Liberty City" dal crimine nel loro modo molto "speciale". Il giocatore ha l'opzione di lavorare per gli Angels, liquidando gang rissose di "mobster" e "bikers" con ogni mezzo possibile, con una serie di veicoli speciali e di guardaroba offerti come ricompensa e passaggio di livello.